# Cunctochrysa albolineata
Cunctochrysa albolineata är en insektsart som först beskrevs av Killington 1935.  Cunctochrysa albolineata ingår i släktet Cunctochrysa och familjen guldögonsländor. Arten är reproducerande i Sverige. Inga underarter finns listade i Catalogue of Life.